# Otto Höxtermann
Otto Höxtermann (* 11. August 1912 in Paderborn; † 27. September 2002 in Hannover) war ein deutscher Fußballspieler und -trainer, der sich auch um die Leichtathletik Verdienste erwarb. Als Fußballer war er einer der ersten deutschen Profis im Ausland.
Otto Höxtermann spielte in seiner aktiven Zeit meistens als Torwart, gelegentlich auch Feldspieler für den VfB Bielefeld, Arminia Bielefeld, Werder Bremen, Young Fellows Zürich, die SpVg. Erfurt und später erneut Arminia Bielefeld; dem unten genannten Weblink zufolge auch bei Germania Halberstadt und Borussia Dortmund, allerdings sind Einsätze nicht bei allen diesen Vereinen nachgewiesen. In den 1930er Jahren, wenngleich wohl nur kurzzeitig, bei den Young Fellows unter Vertrag, ist er nach Max Seeburg, Theodor Lohrmann und Emil Walter, ungefähr zeitgleich mit Walter Hanke und Oskar Rohr, zu den ersten deutschen Profispielern zu rechnen.
Seine Stationen als Trainer waren u. a. TBV Lemgo (1946), VfR Kaiserslautern (Zeitraum unbekannt), Hannover 96 (kurzzeitig 1947), Concordia Hamburg (1947/48), VfB Lübeck (1948/49), Gut Heil Neumünster (1949) und erneut der VfB Lübeck (kurzzeitig im Frühjahr 1950).
VfB-Torwartlegende Jonny Felgenhauer bezeichnete Höxtermann noch Jahrzehnte später als seinen besten Trainer: „Tolle Vorbereitung auf jeden Gegenspieler, kein Fehler wurde vergessen, beim Einstieg in den Bus bekam jeder seinen Zettel mit den Aufgaben in die Hand gedrückt.“
Später widmete sich Höxtermann vorrangig der Leichtathletik, so jahrelang als Trainer in der DTSG von 1874 Hannover. Er betreute dort neben anderen den Deutschen Vizemeister des Jahres 1953 über 400 m Hürden, Helmut Kwoczek, ebenso wie einen weiteren Hürdenläufer, Fritz Butenholz, und den Weitspringer Erhard Mallek – später Trainer in der DDR –, die damals zu den Spitzenathleten in ihrer Disziplin gehörten. Kwoczek und Mallek bestritten mehrere Länderkämpfe, so dass der frühere Fußballer Höxtermann von 1952 bis 1954 ehrenamtlicher DLV-Mitarbeiter mit Betreuer- und Organisationsfunktion war, namentlich für Hürdenlauf und Weitsprung (offiziell und für Honorar gab es diese Position nicht). Verliehen wurde ihm vom DLV die Silberne Ehrennadel.
Höxtermann war bereits als aktiver Fußballer, und auch nach seiner Zeit als Trainer an verschiedenen Stellen als Funktionär tätig, so von 1938 bis 1941 als 2. Vorsitzender von Arminia Bielefeld, und als ehrenamtliche „Graue Eminenz“ bei der oben genannten DTSG von 1874. Von 1973 bis 1978 war er Präsident der Arminia Hannover. Während seiner Präsidentschaft gelang Arminia 1976 der Aufstieg in die 2. Bundesliga. Daraufhin erwarb Höxtermann für das Stadion Bischofshol das Tribünendach der Kampfbahn Rote Erde aus Dortmund.
Höxtermann erlernte den Beruf eines Kaufmanns. 1952 eröffnete er eine Anzeigenagentur in Hannover und arbeitete später als Telekommunikationsbeauftragter bei dem Energieversorgungsunternehmen Hastra.

## Verweise
1. ↑  November 1933 bis 1934, vgl. Westfälische Neueste Nachrichten vom 9. Juni 1934, S. 21
2. ↑  lt. Kicker Nr. 63/1982, Seite 32, dort von 1935 bis 1938. Dasselbe Fachblatt erwähnt ihn am 1. September 1936, Seite 11, als Spielertrainer des Vereins.
3. ↑  „Young Fellows schlagen F.C. Baden 2:0“, in: Neue Zürcher Nachrichten vom 8. Oktober 1934. Es handelt sich um ein Cupspiel und im Text heißt es: „Die Young Fellows haben einen neuen Mittelstürmer von Bielefeld her importiert, der wohl in der Schweiz keine allzu grosse (sic) Stricke zerreissen wird.“ Bereits am Tag zuvor soll Höxtermann beim FC Olten mitgewirkt haben, so L'Express ebenfalls vom 8. Oktober 1934, Seite 4
4. ↑   Die Deutsche Digitale Bibliothek hat Teamfotos mit Höxtermann aus 1945/46; Webseite aufgesucht am 15. August 2017
5. ↑  Ein Großer im VfB-Tor hätte in diesem Jahr seinen 90. Geburtstag gefeiert (Memento vom 4. Oktober 2013 im Internet Archive)
6. ↑  Webseite zu den Leichtathletik-DM, 400 m Hürden, abgerufen am 16. September 2013.
7. ↑  Angaben in diesem Abschnitt basieren auf E-Mails der Sportjournalisten Klaus Amrhein und Horst Johr vom 12. September 2013 an den Verfasser.
8. ↑  Webseite von Arminia Hannover (Memento des Originals vom 28. Juli 2014 im Internet Archive)  Info: Der Archivlink wurde automatisch eingesetzt und noch nicht geprüft. Bitte prüfe Original- und Archivlink gemäß Anleitung und entferne dann diesen Hinweis., abgerufen am 15. September 2013.